# Przemilczenie
Przemilczenie – jedna z instytucji dawności. Jest jednym ze sposobów pierwotnego nabycia własności na skutek upływu czasu i ma na celu likwidację stanu polegającego na tym, że właściciel nie wykazuje zainteresowania swoją rzeczą. Przyczyna owego „niezainteresowania” nie jest istotna. Wystarczy określony przez ustawodawcę upływ czasu.

## Dekret o majątkach opuszczonych i poniemieckich
Najbardziej drastycznym i moralnie wątpliwym przykładem zastosowania tej instytucji prawnej w polskim prawie było przemilczenie ustanowione w dekrecie z dnia 8 marca 1946 o majątkach opuszczonych i poniemieckich. Dekret ten, już nieobowiązujący, uznawał za opuszczony wszelki majątek ruchomy i nieruchomy osób, które w związku z II wojną światową utraciły jego posiadanie a następnie go nie odzyskały, a także majątek znajdujący się w wyniku umów (wyjątkiem niektóre umowy najmu) w rękach osób trzecich. Ze względu na fakt, że dekret o przemilczeniu wspomina jedynie urywkowo i w dodatku nieprecyzyjnie w art. 34 ust. 1, konieczne stało się szersze zdefiniowanie tejże instytucji w drodze wykładni. Na wniosek Ministra Sprawiedliwości cała Izba Cywilna Sądu Najwyższego podjęła uchwałę, w której uznano między innymi, że:
- do nabycia przez Państwo własności nieruchomości z mocy art. 34 przedmiotowego dekretu konieczne jest, aby nieruchomość stanowiła majątek opuszczony w rozumieniu ustawy oraz upłynięcie 10-letniego terminu
- nie jest konieczne do nabycia własności posiadanie takiej nieruchomości przez Skarb Państwa
- jeśli w dniu upłynięcia terminu nieruchomość znajduje się w posiadaniu właściciela, do nabycia własności przez Skarb Państwa nie dochodzi
- do terminu 10 lat stosuje się odpowiednio przepisy o przerwie zasiedzenia
- stwierdzenie nabycia własności nieruchomości opuszczonej następuje w drodze sądowej w trybie postępowania niespornego
- sposób nabycia własności nie jest zasiedzeniem (wbrew użytemu wprost przez ustawodawcę określeniu), ale w zakresie nieuregulowanym w dekrecie odpowiednio stosuje się przepisy o zasiedzeniu
- fakt odzyskania posiadania przez właściciela oznacza, ze majątek przestał być opuszczony w rozumieniu dekretu i art. 34 nie ma już zastosowania
- wystarczy, że właściciel uzewnętrzni swoją wolę odzyskania przedmiotu własności w sposób nie budzący wątpliwości organowi, na rzecz którego przemilczenie biegnie, by uznać, że doszło do zaprzeczenia bezczynności i bieg przemilczenia został wyłączony.

W drodze dalszych orzeczeń ustalono między innymi, że:
- żądanie współwłaściciela wydania nieruchomości opuszczonej, zarówno w drodze powództwa windykacyjnego, jak i wniosku o przywrócenie posiadania złożonego na podstawie przepisów szczególnych, przerywało bieg terminu przemilczenia określonego w art. 37 ustawy z dnia 6 maja 1945 r. o majątkach opuszczonych i porzuconych (Dz.U. z 1945 r. nr 17, poz. 97, ze zm.) oraz w art.34 ust. 1 dekretu z dnia 8 marca 1946 r. o majątkach opuszczonych i poniemieckich (Dz.U. z 1946 r. nr 13, poz. 87, ze zm.), także na rzecz pozostałych współwłaścicieli (orz. SN z dnia 21 czerwca 1957 r., 1 CR 935/56, OSPiKA 1958, nr 5, poz. 134, uchwała składu siedmiu sędziów SN – zasada prawa z dnia 19 września 1960 r., 1 CO 16/60, OSN 1961, nr 2, poz. 31, wyrok SN z dnia 19 września 2002 r., II CK 51/2002, OSNC 2003, nr 12, poz. 167).(z orzeczenia Sądu Najwyższego z dnia 16 lutego 2012 r. sygn. akt III CSK 159/11)

- nabycie własności nieruchomości w drodze przemilczenia nie powoduje samo przez się wygaśnięcia ustanowionej na tej nieruchomości służebności (por. wyrok z dnia 29.12.1967 – III CR 59/67 – OSNC 1968/7/128)
- prawo własności nabyte w drodze przemilczenia uregulowanego przez dekret z roku 1946 pozostaje w mocy i może być stwierdzone także po uchyleniu tego dekretu (por. uchwała SN z dnia 1987 – III CZP 2/87 – OSNC 1988/4/46)
- sąd nie jest władny obalić prawa własności ustalonego dekretem z roku 1946, bez względu na to jakie zastrzeżenia z punktu widzenia ocen moralnych budzi akt prawny je ustalający. (por. wyrok Sądu Apelacyjnego w Rzeszowie – I ACr 36/94 – Wokanda 1994/8/46).

Dekret został uchylony na mocy przepisu art. 100 pkt 1 ustawy z dnia 29 kwietnia 1985 r. o gospodarce gruntami i wywłaszczaniu nieruchomości (Dz.U. z 1991 r. nr 30, poz. 127, z późn. zm.).

## Przemilczenie w aktualnym stanie prawnym
W aktualnym stanie prawnym z przemilczeniem ma się do czynienia jedynie w przypadku uregulowanym w art. 187 kc. Przed 21 czerwca 2015 r. w zależności od charakteru rzeczy wyróżniało się dwie sytuacje, w których dochodzi do nabycia rzeczy znalezionych:
- pieniądze, papiery wartościowe, kosztowności oraz rzeczy mających wartość naukową lub artystyczną mogły stać się własnością Skarbu Państwa. Okres przemilczenia został określony na rok od wezwania do odebrania ich przez właściwy organ lub, w razie niemożności wezwania, na dwa lata od ich znalezienia,
- pozostałe rzeczy stawały się po upływie powołanych wyżej terminów własnością znalazcy, jeżeli uczynił on zadość obowiązkom określonym w art. 183 kc – m.in. zawiadomił o znalezieniu właściwy organ państwowy[4].

Przemilczenie takie nie zachodziło jednak, jeśli rzecz została znaleziona:
- w budynku publicznym,
- w innym budynku lub pomieszczeniu otwartym dla publiczności,
- w wagonie kolejowym, na statku lub w innym środku transportu publicznego.

Od 21 czerwca 2015 r. obowiązują przepisy ustawy z dnia 20 lutego 2015 r. o rzeczach znalezionych (Dz.U. z 2023 r. poz. 501). Uchyliła ona przepisy Kodeksu cywilnego o rzeczach znalezionych, z wyjątkiem art. 187 i 189, które otrzymały brzmienie:

Art. 187. § 1. Rzecz znaleziona, która nie zostanie przez osobę uprawnioną odebrana w ciągu roku od dnia doręczenia jej wezwania do odbioru, a w przypadku niemożności wezwania – w ciągu dwóch lat od dnia jej znalezienia, staje się własnością znalazcy, jeżeli uczynił on zadość swoim obowiązkom. Jeżeli jednak rzecz została oddana staroście, znalazca staje się jej właścicielem, jeżeli rzecz odebrał w wyznaczonym przez starostę terminie.

§ 2. Rzecz znaleziona będąca zabytkiem lub materiałem archiwalnym po upływie terminu do jej odebrania przez osobę uprawnioną staje się własnością Skarbu Państwa. Inne rzeczy znalezione stają się własnością powiatu po upływie terminu do ich odbioru przez znalazcę.

§ 3. Z chwilą nabycia własności rzeczy przez znalazcę, powiat albo Skarb Państwa wygasają obciążające ją ograniczone prawa rzeczowe.

Art. 189. Jeżeli rzecz znaleziono w takich okolicznościach, że poszukiwanie właściciela byłoby oczywiście bezcelowe, staje się ona przedmiotem współwłasności w częściach ułamkowych znalazcy i właściciela nieruchomości, na której rzecz została znaleziona, jeżeli jednak rzecz ta jest zabytkiem lub materiałem archiwalnym, staje się ona własnością Skarbu Państwa, a znalazca jest obowiązany wydać ją niezwłocznie właściwemu staroście.